# Lemma von Toeplitz
Das Lemma von Toeplitz (englisch Toeplitz lemma) ist ein mathematischer Lehrsatz aus dem Gebiet der Analysis, der auf den Mathematiker Otto Toeplitz (1881–1940) zurückgeht und eng mit dem Lemma von Kronecker verwandt ist. Beide Lemmata liefern wichtige Aussagen zur Konvergenz von Folgen reeller Zahlen, die nicht zuletzt für den Beweis des Ersten und Zweiten Gesetzes der großen Zahlen bedeutsam sind.

## Formulierung
Das Lemma lässt sich wie folgt angeben:
Gegeben sei eine reelle Zahlenfolge {\displaystyle \,(a_{n})_{n=1,2,3,\ldots }\,} aus lauter nichtnegativen Zahlen. Die zugehörige Partialsummenfolge der {\displaystyle \,s_{n}=\sum _{k=1}^{n}{a_{k}}\,\,(n=1,2,3,\ldots )\,} soll durchweg aus positiven Zahlen bestehen und unbeschränkt sein.

Weiter gegeben sei eine konvergente reelle Zahlenfolge {\displaystyle \,(x_{n})_{n=1,2,3,\ldots }\,} mit dem Grenzwert {\displaystyle \,\xi \in \mathbb {R} \,} .

Dann gilt
{\displaystyle \lim _{n\to \infty }{\frac {1}{s_{n}}}\cdot {\sum _{k=1}^{n}{a_{k}x_{k}}}\,=\,\xi \,} .

## Korollar
Die obige Schlussfolgerung gilt insbesondere – bei sonst gleichen Voraussetzungen – für den Spezialfall {\displaystyle \,a_{1}=a_{2}=a_{3}=\ldots =1\,}.
Man hat dann also:
{\displaystyle \lim _{n\to \infty }{\frac {1}{n}}\cdot {\sum _{k=1}^{n}{x_{k}}}\,=\,\xi \,} .

## Allgemeiner Grenzwertsatz
In seinem Lehrbuch Probability Theory I hat Michel Loève eine noch allgemeinere Fassung des Lemmas von Toeplitz geliefert, welche Matrizen anstelle von Folgen zugrunde legt und dabei das Toeplitz'sche Lemma in der obigen Fassung miteinschließt.
Zu dieser von Loève gegebenen Fassung des Lemmas gehört wiederum ein allgemeiner Grenzwertsatz, der auf einer Arbeit von Otto Toeplitz aus dem Jahre 1911 beruht und mit dem eine Verallgemeinerung eines früheren Grenzwertsatzes von Augustin Louis Cauchy vorliegt. Konrad Knopp bezeichnet ihn in seinem Lehrbuch Theorie und Anwendung der unendlichen Reihen auch als Cauchy-Toeplitz'schen Grenzwertsatz .
In seiner am weitesten gehenden Version lässt sich dieser Satz folgendermaßen formulieren:
Gegeben seien eine komplexwertige Nullfolge {\displaystyle (z_{k})_{k=0,1,2,3,\ldots }\,\in {\mathbb {C} }^{N_{0}}} sowie eine unendliche Matrix {\displaystyle A=(a_{k,n})_{k=0,1,2,3,\ldots \,,\,n=0,1,2,3,\ldots }\in {\mathbb {C} }^{N_{0}\times \mathbb {N} _{0}}} , deren Elemente also ebenfalls komplexe Zahlen sein sollen.

Dabei sollen zusätzlich die folgenden beiden Bedingungen gelten:

(i) Für jeden Spaltenindex {\displaystyle n} bilden die Elemente der {\displaystyle n}-ten Spalte von {\displaystyle A} eine Nullfolge .

(ii) Für jeden Zeilenindex {\displaystyle k} bilden die Elemente der {\displaystyle k}-ten Zeile von {\displaystyle A} eine absolut konvergente Reihe.

Dann gilt:
Bildet man für jeden Zeilenindex {\displaystyle k} die zugehörige Reihe {\displaystyle \textstyle {\zeta }_{k}\,:=\,{\sum _{n=0}^{\infty }{a_{k,n}z_{n}}}} , so gewinnt man eine absolut konvergente Reihe und die dadurch gegebene Zahlenfolge {\displaystyle ({\zeta }_{k})_{k=0,1,2,3,\ldots }\,\in {\mathbb {C} }^{N_{0}}} ist ebenfalls eine komplexwertige Nullfolge.